# Apple Books
Apple Books ist eine Verwaltungssoftware für elektronische Bücher (E-Books) für iOS, iPadOS und macOS. Apple stellte iBooks der Öffentlichkeit am 27. Januar 2010 vor im Rahmen der Präsentation des iPad. iBooks unterstützt PDF, EPUB und das hauseigene iBooks-Dateiformat (Dateinamenserweiterung .ibooks). Elektronische Bücher können in iBooks gelesen und je nach Dateiformat mit Lesezeichen, Markierungen und Notizen versehen werden. Über die iCloud werden die aktuell aufgeschlagenen Seiten, Anmerkungen und die Anordnung der Bücher im Bücherregal zwischen mehreren Endgeräten synchronisiert. Bücher können im iBooks Store mit einem iTunes-Konto erworben werden oder beispielsweise aus einer E-Mail oder, nur auf macOS, aus dem Dateisystem hinzugefügt werden.

## Geschichte
Am Tag nach der iPad-Präsentation nahm Amazon, bisheriger Marktführer unter den Vertreibern von E-Books, Bücher des New Yorker Verlags Macmillan Publishers Ltd., dem fünftgrößten Verlag der Vereinigten Staaten, aus dem Programm, weil Macmillian das Vertriebsmodell von Apple bevorzugt. Am nächsten Tag wurden die Bücher wieder aufgenommen und Macmillan das Recht eingeräumt, vom Festpreis-Konzept Amazons abzuweichen.
Für den iBook Store hat Apple Vertriebsverträge mit fünf großen Verlagen in den Vereinigten Staaten abgeschlossen und tritt in unmittelbare Konkurrenz zu Amazon und dessen E-Book-Reader Kindle. Der iBook Store wurde in den Vereinigten Staaten zum Verkaufsstart angeboten, ist aber inzwischen auch in Deutschland verfügbar.
Seit Juni 2011 ist es möglich, E-Books direkt über den Rechner im iTunes Store zu kaufen. Diese E-Books werden im iBook Store zur Verfügung gestellt. Verlage können ihre elektronischen Bücher im integrierten Onlineshop neben dem Dateiformat .ibooks auch im plattformübergreifenden offenen Standard EPUB, der um die Apple-spezifische Implementierung einer digitalen Rechteverwaltung ergänzt wurde, anbieten. Wenn eine Arbeit im ibooks-Format erstellt wurde und eine Gebühr dafür erhoben werden soll, darf sie nur im iBook Store von Apple verkauft werden. Für andere Formate gilt diese Einschränkung nicht. Soll das Werk jedoch kostenlos vertrieben werden, darf es auch über andere Vertriebswege verteilt werden und zwar auch im iBooks-Dateiformat.
Am 19. Januar 2012 wurde die kostenlose App iBooks Author präsentiert, mit der sich E-Books ohne spezielle Kenntnisse erstellen und veröffentlichen lassen.
Am 10. Juni 2013 stellte Apple auf der WWDC eine speziell angepasste Version von iBooks für das Desktop-Betriebssystem macOS (das bis 2016 „OS X“ hieß) vor. Dieses Datum ist ein Wendepunkt in der langen Geschichte von iTunes, weil seit dem alle elektronischen Bücher auf einem Mac nicht mehr in iTunes, sondern in iBooks verwaltet werden.

### iOS
Auf der WWDC 2010 wurde iBooks um einige Funktionen erweitert: Nun gibt es die App auch für das iPhone und den iPod touch und es wurde die Möglichkeit hinzugefügt, PDF-Dateien zu betrachten. Außerdem können nun Abschnitte in den E-Books markiert und kommentiert werden.
Am 19. Januar 2012 stellte Apple eine neue Version der App, genannt iBooks 2, vor. Damit lassen sich iBooks mit multimedialen Inhalten, z. B. 3D-Animationen oder Fotogalerien, lesen und über den iBooks Store beziehen. Mit iBooks 3 wurde die iCloud fest in die App integriert. Außerdem sind gekaufte Bücher direkt im Bücherregal verfügbar und können aktualisiert werden. iBooks war bis iOS 7 nicht vorinstalliert, sondern konnte wie Apps von Drittanbietern über den App Store geladen werden. Seit iOS 8 ist sie fester Bestandteil des Systems.